# 小行星6293
小行星6293（英語：6293 Oberpfalz）是一颗围绕太阳公转的小行星。1987年11月26日，佛蒙特·伯根在陶腾堡发现了此天体。
这颗小行星的绝对星等为267.5264468768051等。